# Svend Jørgensen (søofficer)
 Der er flere personer med dette navn, se Svend Jørgensen.
Svend Gunnar Jørgensen (6. august 1905 i Holte – 26. december 1980) var en dansk søofficer, kgl. jagtkaptajn, slotsforvalter og kammerherre.
Han var søn af fuldmægtig ved Statsbanerne Hans Jørgensen (1870-1955) og hustru Helene f. Jørgensen (1879-1946), blev kadet 1924, søløjtnant af 2. klasse 1927, af 1. klasse 1928, kaptajnløjtnant 1937, var chef for torpedobåde og minestrygere 1939-43, blev orlogskaptajn 1941 og var tjenstgørende ved den danske hjælpeflotille i Sverige 1945.
Efter besættelsen blev Jørgensen afdelingschef i kystflåden og chef for kystjagere og fregatter 1947-57, kommandørkaptajn 1951 og kommandør 1957. Han blev chef for kystflådens øvelsesgruppe I 1958 og 1960, for flådeafdelingen til Polen 1959, stabschef ved kystflåden samme år, jagtkaptajn hos H.M. Kongen 1960 og fik afsked 1967. Han var chef for Kongeskibet Dannebrog 1953, 1955, 1956 og 1957, chef for kongedelingen til Norge og Færøerne 1963, til Grækenland 1964. 1968 blev han slotsforvalter ved Fredensborg Slot.
Han var Kommandør af 1. grad af Dannebrogordenen, modtog Frederik IX's Mindemedalje og Hæderstegnet for god tjeneste ved Søetaten. Han bar en lang række udenlandske ordener.
Jørgensen blev gift 18. december 1935 med skuespillerinde Karen Berg.